# Nepenthes singalana
Nepenthes singalana este o specie de plante carnivore din genul Nepenthes, familia Nepenthaceae, ordinul Caryophyllales, descrisă de Odoardo Beccari. Conform Catalogue of Life specia Nepenthes singalana nu are subspecii cunoscute.

## Galerie de imagini

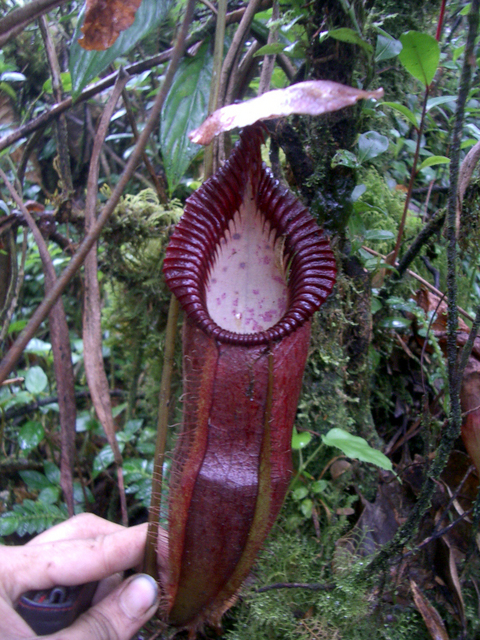
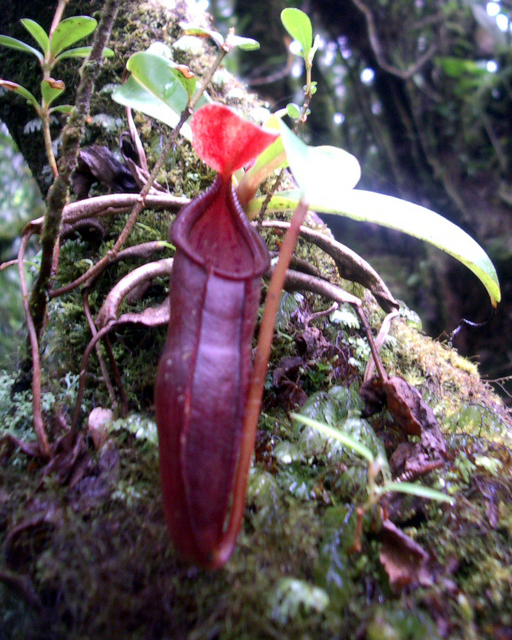
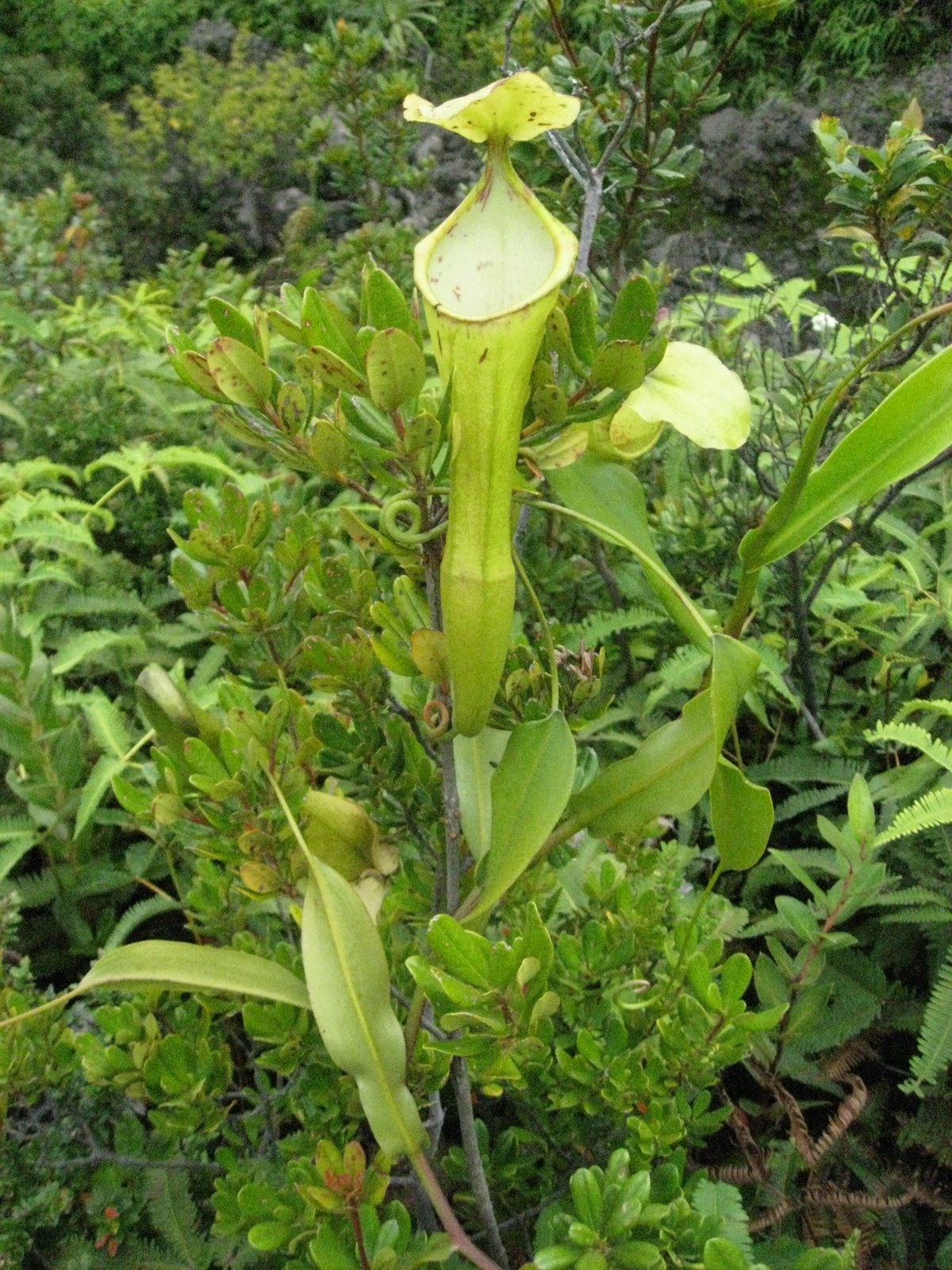
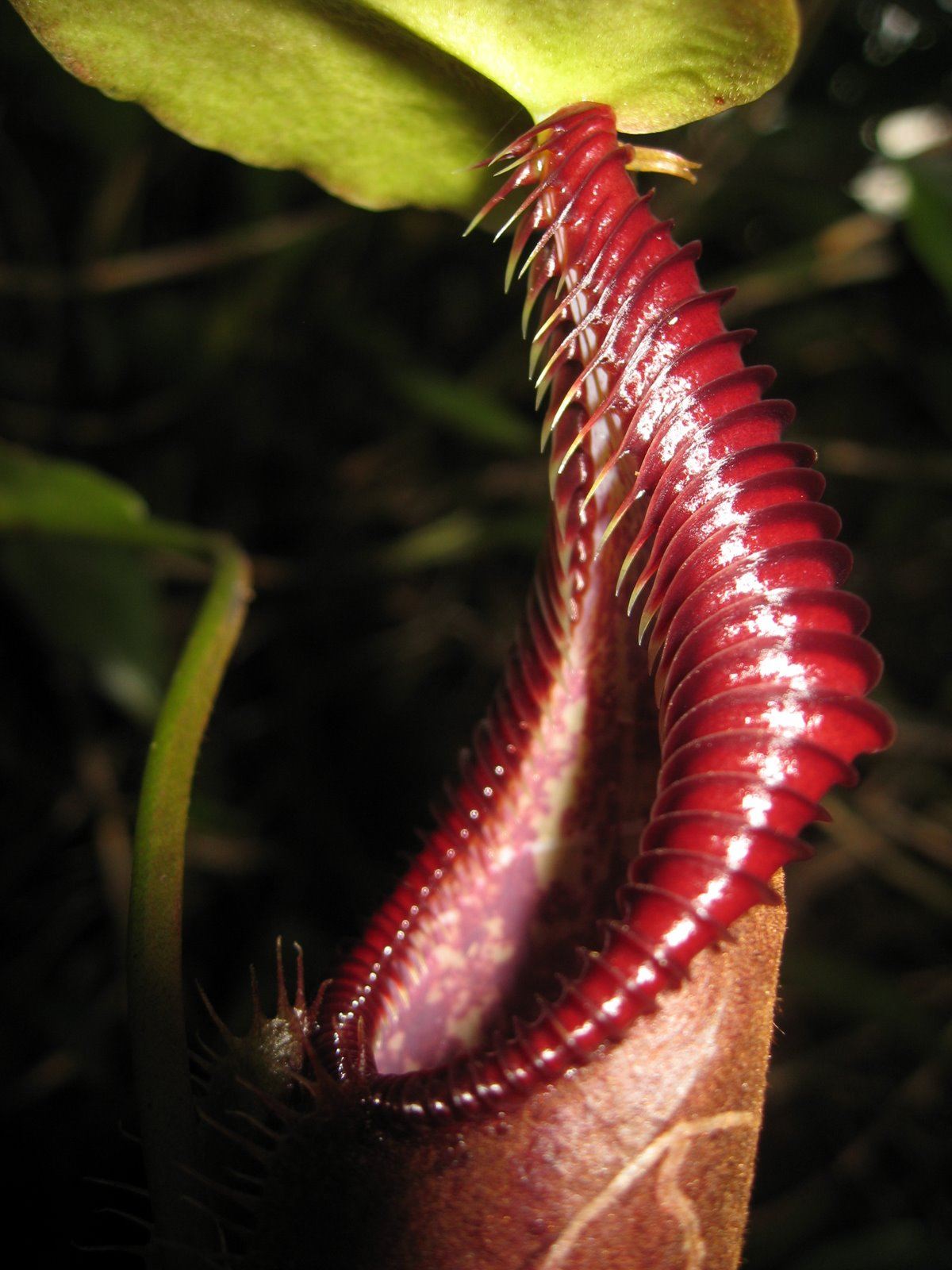
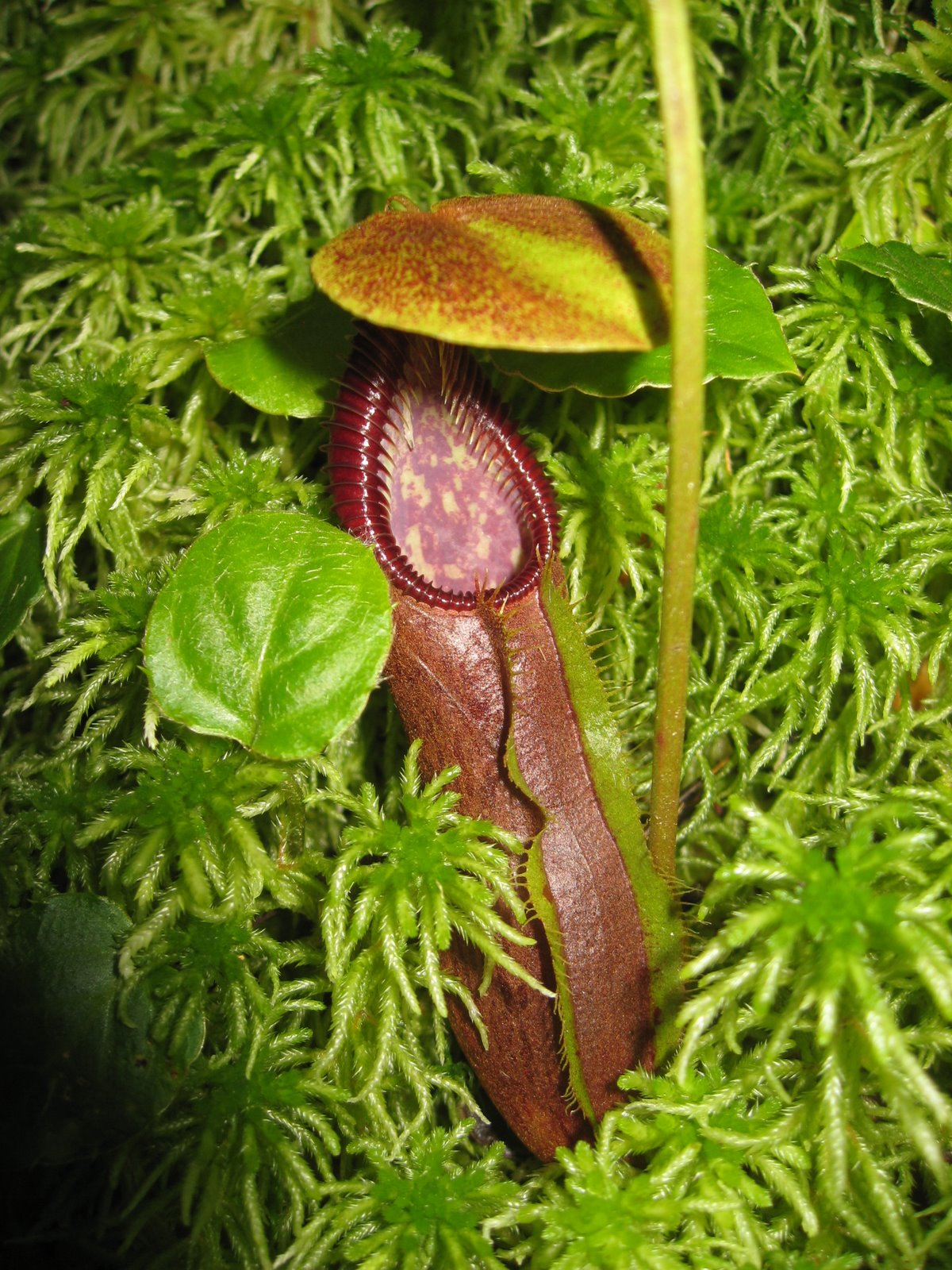
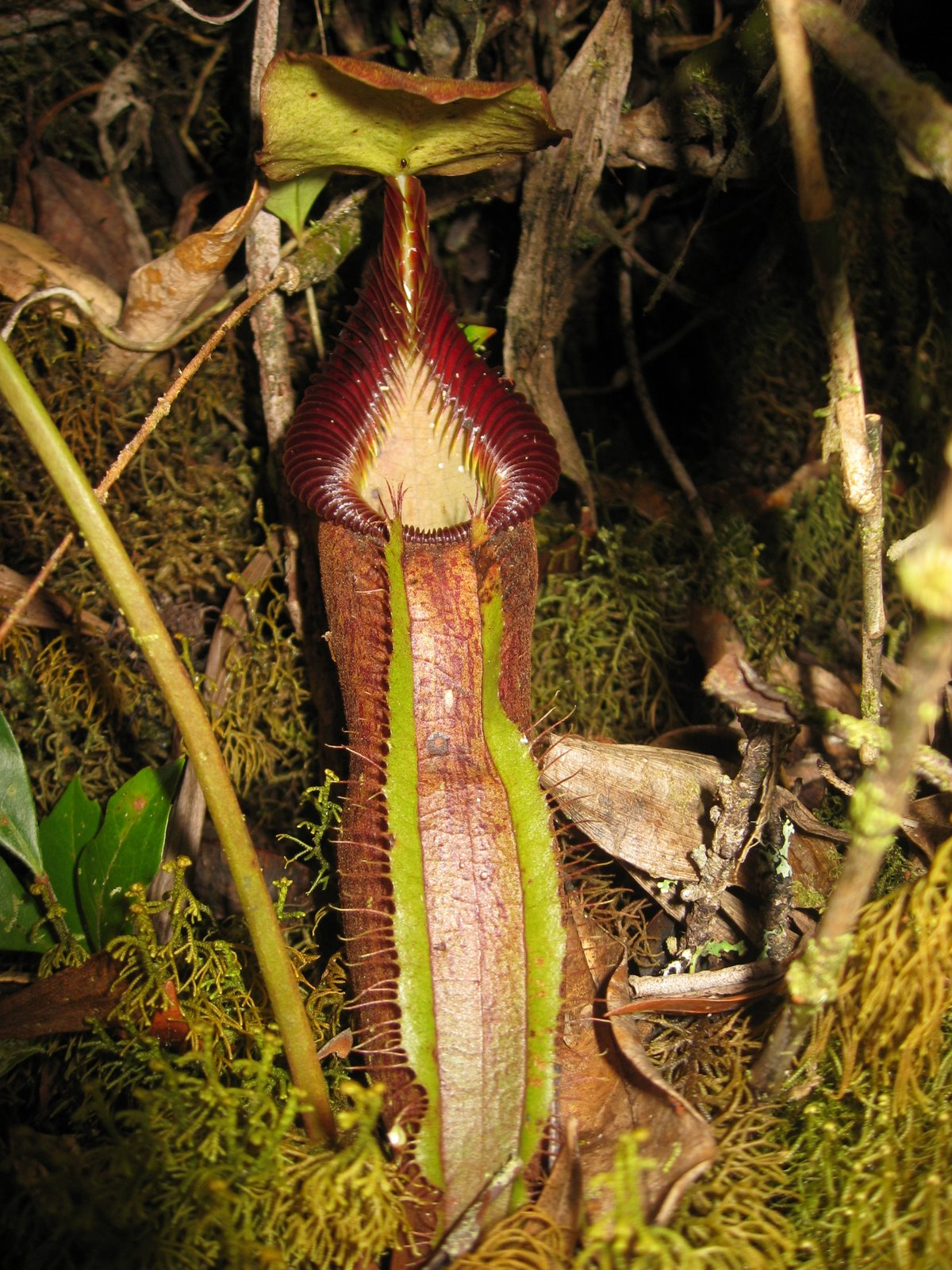